# ریچارد بند
ریچارد بند (انگلیسی: Richard Band؛ زادهٔ ۲۸ دسامبر ۱۹۵۳) یک موسیقی‌دان اهل ایالات متحده آمریکا است. وی از سال ۱۹۷۸ میلادی تاکنون مشغول فعالیت بوده‌است.